# 胎衣祭
胎衣祭（えなまつり）は、平安時代以後、貴族に子が生まれたときに行われた儀式。
出生後5日または7日の間の吉日に胎衣（えな）を胎衣桶（胎衣壺とも）におさめ、引目（ひきめ）を射たひとに陰陽頭（おんようのかみ）をそえて吉方におさめる儀式である。
胎衣桶は、高さ8寸ほど、径1尺ほど、外面は胡粉ぬりで松、竹、鶴、亀をうんもでえがき、蓋には8個のつまみをつけ、針でしめる。
皇子誕生の胎衣を祭るには、典薬頭が胎衣を東方生気の方にあたる東山吉田社の下におさめ、八百万の神をいわい、生産神にしたまうこころで祭るという。